# Linda Hamri
Linda Hamri (Bab El Oued, 8 de febrero de 1989) es una atleta paralímpica con discapacidad visual argelina que compite principalmente en las pruebas atléticas de carreras de clasificación T12 y salto de longitud. Hamri representó a Argelia en dos Juegos Paralímpicos de Verano, ganando una medalla de plata en salto de longitud en los Juegos Paralímpicos de Verano 2012 en Londres y una de bronce cuatro años después en los Juegos Paralímpicos de Río de Janeiro. Hamri también ganó dos medallas de plata en el Campeonato Mundial de Atletismo IPC, tanto en salto de longitud, en Lyon en 2013 como en Doha en 2015.

## Biografía
Hamri nació en Bab El-Oued en 1989, con una enfermedad ocular congénita, maculopatía, que es una enfermedad en deterioro que afecta su visión. Hamri proviene de una gran familia de seis hermanas; uno de los cuales tiene la misma condición ocular.

## Carrera deportiva
Hamri fue descrita por su madre durante su infancia como una marimacho, que disfrutaba jugando al fútbol con los otros niños en su vecindario. Cuando la familia Tadjar se mudó a su edificio, su hija, que era entrenadora de atletismo, vio potencial en Hamri. Después de su primera sesión de entrenamiento, Hamri se enamoró del deporte y pasó los siguientes años moviéndose por diferentes clubes, pero más tarde se notó que su visión comenzó a deteriorarse y un médico confirmó su enfermedad.  
Debido a su visión deficiente, Hamri fue clasificada como atleta T13 y en 2007 representó a Argelia en su primera gran competencia internacional, los Juegos Panafricanos 2007, donde ganó una medalla de bronce en el salto de longitud. El punto culminante de su carrera llegó en los Juegos Paralímpicos de Verano de 2012 en Londres, donde calificó tanto para el sprint de 100 metros (T13) como para el salto de longitud (F13). A pesar de haber hecho la mejor marca de la temporada en el sprint, Hamri no pudo avanzar a la final. Sus esfuerzos en el salto de longitud dieron mayores dividendos con una distancia de 5,31 m que le valió la medalla de plata.
Después de dos éxitos consecutivos en el Campeonato Mundial de Atletismo IPC, 2013 en Lyon y 2015 en Doha, donde fue clasificada como atleta T12 debido a su empeoramiento de la condición, ganó dos medallas de plata en el evento de salto de longitud. En los Juegos Paralímpicos de Verano de 2016 en Río de Janeiro, Hamri volvió a entrar en el sprint de 100 metros y el salto de longitud. En las eliminatorias de 100 metros, se clasificó como la atleta perdedora más rápida, pero luego no logró clasificarse en las semifinales. Su éxito, como en Londres, llegó a través del salto de longitud, donde terminó en la posición de medalla de bronce, con un salto de 5,53 metros.  